# Emmanuel Guigon
Emmanuel Guigon, né le 15 mars 1959 à Morteau (Doubs), est un conservateur de musée et commissaire d’exposition français. Il est, depuis juin 2016, directeur du musée Picasso à Barcelone.

## Biographie
Natif du Doubs  Emmanuel Guigon est d'abord interne au lycée Xavier-Marmier de Pontarlier, avant de rejoindre la capitale et d'étudier à l'Université Paris 1 - Sorbonne.
Titulaire d'un doctorat en histoire de l’art contemporain décroché à La Sorbonne, il est un spécialiste des avant-gardes du XXe siècle, du surréalisme, de l’art espagnol moderne et contemporain et de l’art européen d’après-guerre. Après avoir enseigné l’histoire de l’art contemporain à l’université de Franche-Comté entre 1985 et 1987, il est chercheur à la section scientifique de l’École pratique des hautes études hispaniques (Casa de Velázquez), à Madrid. Il a été conservateur en chef de l’IVAM, à Valence (Espagne), de 1995 à 2001, puis conservateur en chef du musée d’Art moderne et contemporain de Strasbourg de 2001 à 2006 et directeur des musées de Besançon de 2007 à 2016, année au cours de laquelle il prend la direction du Musée Picasso, à Barcelone.
Il est membre associé du conseil de gestion de l’UFR d’Études ibériques et latino-américaines de l’université de Paris-Sorbonne et membre du Centre André-Chastel – Laboratoire de recherches sur le patrimoine français et l’histoire de l’art occidental, de la section française de l’Association internationale des critiques d’art (AICA), du comité technique du FRAC Alsace et du conseil d’administration de la Société des amis de Paul Éluard. 
Emmanuel Guigon est chevalier des Palmes académiques et chevalier des Arts et des Lettres. 

## Commissaire d’exposition
Emmanuel Guigon a été le commissaire de nombreuses expositions, notamment :
Expositions monographiques (art moderne)
- Georg Grosz et Otto Dix (Impressions du front, Besançon, 2014)
- Grete Stern (Grete Stern, Berlin – Buenos Aires, Besançon, 2009)
- Jean Arp (Art is Arp, Strasbourg, 2007)
- John Heartfield (Photomontages politiques, Strasbourg, 2006)
- Konrad Klapheck (Strasbourg, Madrid, 2005)
- Antonio Saura (crucifixions/crucifixiones, Strasbourg, Cracòvia, Linz, Stockholm, Amsterdam, 2002-2004)
- Joaquín Grilles García (Strasbourg, Madrid, Barcelone, 2002-2003)
- Zao Wou-Ki (Valence -Espagne-, Bruxelles, 2001)
- Julio González (Séville, 2000)
- Paul Klee[3](Valence -Espagne-, Madrid, 1998)

Expositions monographiques (art contemporain)
- Nicolas Nixon (Les Sœurs Brown, Besançon, 2015)
- Bernard Plossu (Les voyages mexicains, Besançon, 2012)
- Miroslav Balka (Bon voyage, Strasbourg, 2004)
- Michel Journiac (Strasbourg, 2004)
- Marco Bagnoli (Valence, 2000)
- Aurélie Nemours (Valence, 1999)
- Hervé Télémaque (Valence, 1998)

Expositions  thématiques
- Objets mathématiques (Besançon, 2014)
- Bijoux d'artistes (Besançon, Paris, 2012-2014)
- Grandville, un autre monde, un autre temps (Besançon, 2012)
- Le Corbusier expose (Besançon, Las Palmas, 2011)
- Charles Fourier, l’écart absolu (Besançon, 2010)
- L’œil-moteur: art optique et art cinétique (Strasbourg, Palma de Majorque, Lisbonne, 2005)
- Alfred Jarry, de la peinture à la pataphysique (Valence, 2001)
- Lajos Kassák y la vanguardia húngara (Valence, 1999)
- Dau al Sept, el foc s’escampa. Barcelone, 1948-1952 (Barcelone, 1998 et 1999)
- El surrealismo y la guerra civil española (Teruel, 1998)
- L’Objet surréaliste (Valence, 1997)
- Gazette de Arte et son époque (1932-1936) (Las Palmas, Madrid, 1997)
- L’enfance de l’art : art des enfants et art moderne en Espagne (Teruel, 1996)
- Le Monde de Juan Eduardo Cirlot (Valence, 1996)
- Rêve d’encre : Oscar Domínguez et la décalcomanie du désir (Madrid, Las Palmas, 1993)
- Automatismes parallèles : l’Europe des mouvements expérimentaux, 1944-1956 (Madrid, Las Palmas, 1992)

## Publications
- Revoir Magritte (avec Bernard Plossu). Wellow Now (2015)
- Sur l'Objet surréaliste (avec Georges Sebbag), Les presses du réel (2013)
- Oscar Domínguez. Viceconsejería de Culture de Canarias (2007)
- Nostalgia del espacio. Diputación Provincial de Cuenca (2006)
- L’œil moteur: Art optique et cinétique 1950-1975. MAMC STRASBOURG (2005)
- El jardín de las cinco lunas: Antonio Saura surrealista. Museo de Teruel (2000)
- Le surrealismo y la guerre civile española. Museo de Teruel (1998)
- Paul Klee. Generalitat Valencienne (1998)
- El Objeto Surrealista. Generalitat Valencienne (1997)
- Historia du collage en España. Museo de Teruel (1995)